# 香湾街道
香湾街道，是中华人民共和国广东省珠海市香洲区下辖的一个乡镇级行政单位。

## 行政区划
香湾街道下辖以下地区：
朝阳社区、海虹社区、北堤社区、碧涛社区、香凤社区、海霞社区、神前社区和水拥社区。